# Parasitología

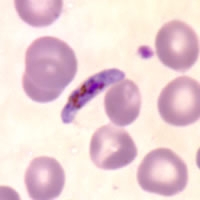
Gametocito de una de las especies de Plasmodium de la malaria, en un frotis sanguíneo.

La parasitología es la rama de la biología que estudia el fenómeno del parasitismo. Por un lado, estudia a los organismos vivos parásitos, y la relación de ellos con sus hospedadores y el medio ambiente. Convencionalmente, se ocupa solo de los parásitos eucariotas como son los protozoos, helmintos (trematodos, cestodos, nematodos) y artrópodos; el resto de los organismos parásitos (virus, procariotas y hongos) tradicionalmente se consideran una materia propia de la microbiología. Por otro lado, estudia las parasitosis o enfermedades causadas en el hombre, animales y plantas por los organismos parásitos.

La parasitología es la ciencia que estudia los parásitos y sus interacciones con los organismos hospedadores. Aunque puede parecer un tema exclusivo del ámbito médico, la parasitología abarca diversas áreas de la biología y la ecología, y afecta tanto a la salud humana como animal. En esta primera entrada, exploraremos qué son los parásitos, cómo afectan a los seres vivos, y por qué es fundamental su estudio para la ciencia médica y veterinaria.

Por definición, un parásito es un organismo que vive a expensas de un hospedador, si bien el ámbito de la Parasitología se circunscribe a aquellos organismos eucariotas, tanto unicelulares como pluricelulares, que han elegido este modo de vida. Aun así, quizás pueda sorprender el hecho de que existen muchos más organismos parásitos que organismos de vida libre, aun excluyendo a los virus y muchos grupos de bacterias y hongos que también son parásitos estrictos en cuanto a su modo de vida. Por tanto, hay que concluir que el parasitismo es un modo de vida exitoso y como tal ha surgido en todos los grupos evolutivos eucariotas: protistas, animales y plantas.
La parasitología nació como una disciplina dentro de la zoología, y en sus orígenes fue esencialmente descriptiva. En consecuencia, los primeros parásitos descritos fueron metazoos, y con el empleo posterior del microscopio se amplió al campo de la protozoología. La expansión colonial europea y la constatación de los graves problemas para la salud humana y de los animales, causados por parásitos sobre todo en las zonas tropicales, conllevaron un aumento en el interés médico por la parasitología (ver abajo). Como consecuencia, la parasitología comenzó a estudiarse desde una perspectiva etiológica-patológica, en la que la relación parásito-hospedador desempeña un papel clave. Los llamativos mecanismos de adaptación presentes en estos sorprendentes organismos pronto estimularon estudios más profundos. Fruto del interés por estos organismos, cabe mencionar que muchos avances en la ciencia básica se han producido a partir de las investigaciones con parásitos.[cita requerida]
La importancia de los parásitos desde una perspectiva sanitaria es indiscutible. Estimaciones de la Organización Mundial de la Salud indican que hay más de 260 millones de personas que padecen malaria o paludismo, 200 millones presentan esquistosomiasis, 500 millones tienen amebiasis, 700 millones con ascariasis y más de 40 millones con patologías producidas por tripanosomátidos (la enfermedad del sueño, la enfermedad de Chagas o las leishmaniasis).[cita requerida]

## Historia
Aristóteles (37
4 – 322 a. C.) describió y clasificó un grupo de gusanos (helmintos) intestinales. Otros como Plinio el Viejo y Galeno estudiaron parásitos humanos y animales.
En la Edad Media el sabio Avicena elaboró en Persia un tratado completo sobre helmintos y nematodos y métodos para combatirlos y curarlos.
Francesco Redi (1686) y luego Lázaro Spallanzani. (1729-1799) usaron parásitos como evidencia para refutar la teoría de la generación espontánea. Desde entonces cada parásito tiene su anécdota; a finales del siglo XIX, por ejemplo, se descubrió la malaria y su vector.
Muchos parasitólogos iniciaron observaciones al microscopio para descubrir distintos protozoarios, pero realmente el primer protozoario de tipo parásito que se observó fue por los doctores suizos Malmsten (1857) y Stein (1862) descubriendo Balantidium coli, que es uno de los protozoarios más grandes y que habita en los intestinos del cerdo.

## Ramas de la parasitología
Para un estudio más específico, la parasitología se divide a su vez en tres ramas:
- Parasitología médica o parasitología clínica: Estudia los parásitos del ser humano.
- Zooparasitología: Estudia los parásitos de los animales.
- Fitoparasitología o parasitología vegetal: Estudia los parásitos de las plantas.

## Relaciones con otras disciplinas
La parasitología es una rama de la biología, y concretamente de la ecología, aunque por sus importantes repercusiones en la salud humana y animal, gran parte de la investigación de esta ciencia se centra en sus implicaciones en medicina, veterinaria y farmacia, ya que los parásitos causan enfermedades al hombre, animales y plantas de gran interés sanitario o económico y uno de los objetivos clave es el aprender diagnosticarlas (por ejemplo, a través de un análisis coprológico o inmunológico), curarlas y erradicarlas. Dentro de esta rama de la parasitología sanitaria médica y veterinaria es también el estudio de la epidemiología de estas enfermedades parasitarias, dentro de lo que se puede calificar como parasitología ambiental, ya que estudia los factores que explican la distribución y frecuencia de los parásitos.
La principal importancia de esta rama radica en que muchas de las "enfermedades tropicales" que conocemos son de origen parasitario y se deben en gran medida a falta de higiene y condiciones ambientales propicias en los países subdesarrollados (aproximadamente 75 % de la población mundial).

## Epidemiología

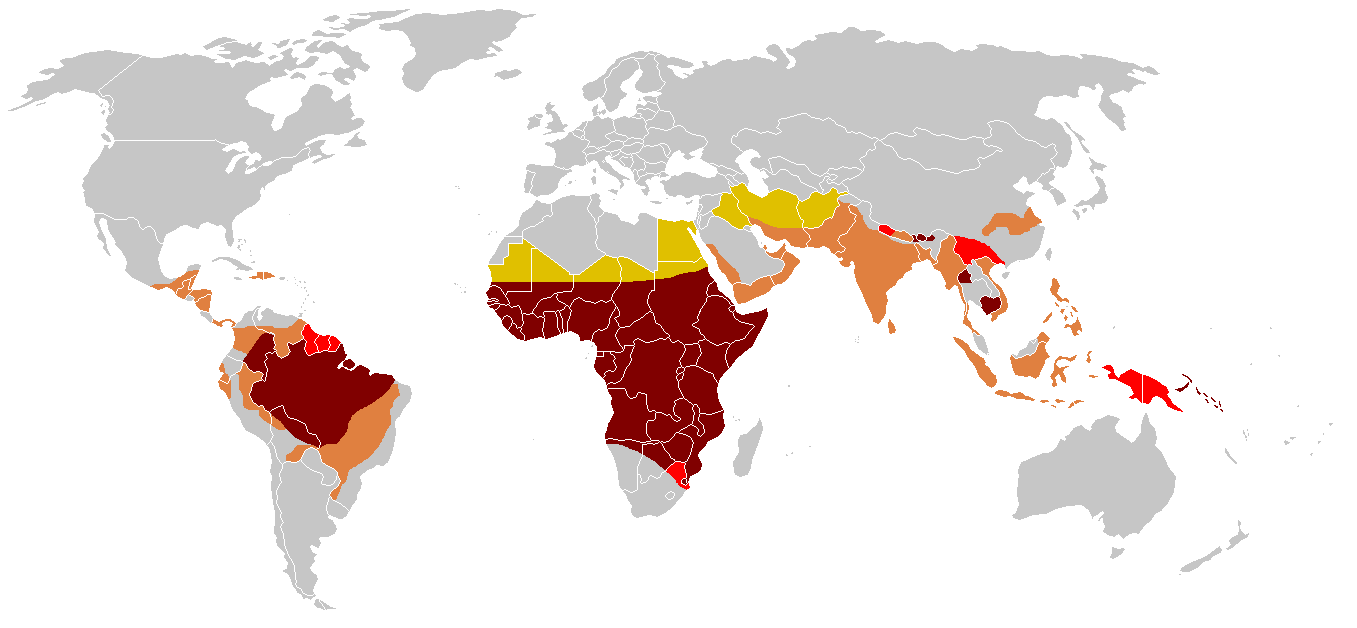
Ejemplo de la distribución mundial de una parasitosis (malaria).

El efecto de una infección parasitaria se relaciona estrechamente con factores geográficos, sociales, y económicos, de modo que otro de los objetivos de la parasitología recae en el campo de la epidemiología al estudiar la incidencia, morbilidad y mortalidad así como los métodos de control y lucha en contra de los parásitos y sus vectores (organismos parásitos más o menos inocuos "per se", pero que pueden ser transmisores de otros organismos causantes de enfermedades). El objetivo sería el de controlar las poblaciones de estos vectores o proporcionar directrices que permitan solucionar problemas sanitarios y epidemiológicos. Al tratarse de organismos a un tiempo muy simplificados y con interesantes mecanismos para burlar las defensas de su hospedador a menudo los parásitos han recibido atención por parte de la genética o la biología molecular. Asimismo han proporcionado datos para interpretar la evolución de las especies.

## Parasitología y medicina tropical
En general, la historia de la parasitología está fuertemente ligada con la Historia de la Medicina Tropical, que no es otra cosa que el estudio de las enfermedades típicas de los países subdesarrollados que se encuentran generalmente en los trópicos.
La historia de la medicina tropical inicia cuando las grandes potencias europeas empezaron en el siglo XIX la colonización de zonas tropicales en Asia y África principalmente con esto muchos europeos observaron que sus colonos al regresar de las colonias a Europa presentaban enfermedades muy extrañas (en su mayoría parasitarias).
Naturalmente Inglaterra, Francia y Alemania empezaron a crear institutos y centros hospitalarios donde atender estas raras enfermedades, un caso típico es el "London School of Tropical Medicine" fundado en 1899, en uno de los barrios céntricos de Londres.
Actualmente la OMS clasifica en 3 grupos las 11 principales enfermedades tropicales:
- Emergentes: tripanosomiasis africana, leishmaniasis y dengue.
- Persistentes: malaria, tuberculosis y esquistosomiasis.
- Controladas: enfermedad de Chagas, oncocercosis, filariasis y disentería amebiana.

Aunque no lo parezca, estas enfermedades siguen siendo muy comunes en países subdesarrollados, sobre todo en niños y en ancianos.